# Московщина (Брянская область)
Московщина — упразднённый в 1992 году посёлок  в Новозыбковском районе Брянской области России, вошедший в черту села Белый Колодезь в (с 2019) Новозыбковском городском округе 
Находилась на реке Вепринка